# Egyptische nachtzwaluw
De Egyptische nachtzwaluw (Caprimulgus aegyptius) is een vogel uit de familie van de nachtzwaluwen (Caprimulgidae).

## Verspreiding en leefgebied
De broedgebieden van de  Egyptische nachtzwaluw liggen in het noordwesten van Afrika en zuid en midden Azië. In de winter trekt deze vogel naar tropisch Afrika.
De soort telt twee ondersoorten:
- C. a. saharae: van Marokko tot westelijk Egypte.
- C. a. aegyptius: van noordoostelijk Egypte via Arabië tot westelijk China, westelijk Pakistan en zuidoostelijk Iran.

## Status
De Egyptische nachtzwaluw  heeft een groot verspreidingsgebied en daardoor  is de kans op uitsterven gering. De grootte van de populatie is niet gekwantificeerd maar gaat plaatselijk achteruit. Echter, het tempo ligt onder de 30% in tien jaar (minder dan 3,5% per jaar). Om deze redenen staat deze nachtzwaluw als niet bedreigd op de Rode Lijst van de IUCN.